# Victor Mirkin
Victor Mirkin (Ekaterinoslav, 19 de dezembro de 1909 - Grosmagny, 24 de novembro de 1944) foi um advogado, soldado e combatente da Resistência Francesa, morto pela França e Companheiro da Libertação. Imigrante judeu da Rússia, estudou direito e exerceu advocacia em Paris e Londres. Tendo partido para se estabelecer na Palestina, juntou-se à França Livre no início da Segunda Guerra Mundial e lutou no Norte de África e na Itália. Participando da libertação da França, foi morto em combate durante a Batalha dos Vosges.

## Biografia

### Juventude e alistamento
Victor Mirkin nasceu em 19 de dezembro de 1909 em Ekaterinoslav, no Império Russo. Em 1917, a sua família emigrou para França para escapar à revolução bolchevique. Aluno do Lycée Pasteur de Neuilly-sur-Seine e da Sorbonne, formou-se em Direito e, após o serviço militar, exerceu a advocacia na Ordem dos Advogados de Paris. De fé judaica, participou nas atividades do Movimento Betar em Paris e na Letónia na década de 1930, sendo nomeadamente vice de Jeremiah Halpern num curso de instrução desportiva defensiva perto de Riga. Estabelecendo-se então na Inglaterra, passou nos exames de direito britânico e registou-se na Ordem dos Advogados de Londres. Em 1937, foi morar em Haifa, na Palestina. Vice-diretor da Associação de Colonização Judaica Palestina, é responsável pela gestão das colônias agrícolas fundadas por Edmond de Rothschild.

### Segunda Guerra Mundial
De nacionalidade francesa, Victor Mirkin foi mobilizado na Síria com a patente de tenente no início da Segunda Guerra Mundial. Atribuído ao Estado-Maior das tropas do território do Eufrates, não teve oportunidade de lutar na França continental e foi desmobilizado em julho de 1940. Decidiu então juntar-se à França Livre e regressou à Palestina, onde os primeiros combatentes da resistência francesa se juntaram às tropas britânicas. Alistado nas forças da França Livre em outubro de 1940, foi designado para o 1º Batalhão de Infantaria da Marinha, com o qual participou na guerra do deserto na Líbia. Promovido a capitão, participou da campanha da Síria em junho de 1941, durante a qual foi ferido por um obus. Em janeiro de 1942, foi transferido para o Estado-Maior da 2ª Brigada Francesa Livre, com a qual retornou à Líbia em abril de 1942. No mês de outubro seguinte, ele participou da Segunda Batalha de El Alamein, no Egito, e depois da campanha da Tunísia no início de 1943. Nesta ocasião, recebeu uma citação na ordem do exército. Em setembro de 1943, foi designado para o Estado-Maior da 1ª Divisão Francesa Livre (1re DFL) sob as ordens diretas do General Brosset.

Chefe do 3º bureau (condução de operações) da 1ª DFL, participou na campanha da Itália a partir de abril de 1944 e não hesitou em acompanhar as unidades de combate até ao centro dos combates. Desembarcando na Provença em agosto de 1944, desempenhou um papel importante na libertação de Toulon. Em 23 de agosto, obteve a rendição de 800 alemães no distrito de Saint-Jean-du-Var. Mais tarde, conseguiu enganar o coronel alemão que comandava o arsenal de Toulon e obteve a sua rendição alegando que o porto estava cercado e iria ficar sob fogo de artilharia. Promovido a comandante de batalhão, obteve maiores responsabilidades dentro da 1ª DFL ao tornar-se chefe do Estado-Maior da 4ª Brigada. Em 20 de novembro de 1944, durante a Batalha dos Vosges, a explosão de uma mina o feriu na frente de Ronchamp. Na mesma tarde, soube da morte do General Brosset em um acidente de jipe.
Em 24 de novembro de 1944, em Grosmagny, enquanto liderava uma companhia no assalto, ele morreu com uma bala na cabeça. Enterrado na necrópole nacional de Rougemont, ele repousa perto de seu líder Diego Brosset.

## Memoriais
- Em Grosmagny, o seu nome está inscrito no memorial de guerra da comuna.
- Em Pardes Hanna-Karkur, Israel, uma estela foi erguida em sua homenagem numa praça que também leva seu nome.
- Uma placa memorial é dedicada a ele no Museu do Soldado Judeu em Yad La-Shiryon, Latrun.
- Em Toulon, uma placa comemorativa é-lhe dedicada.[5]

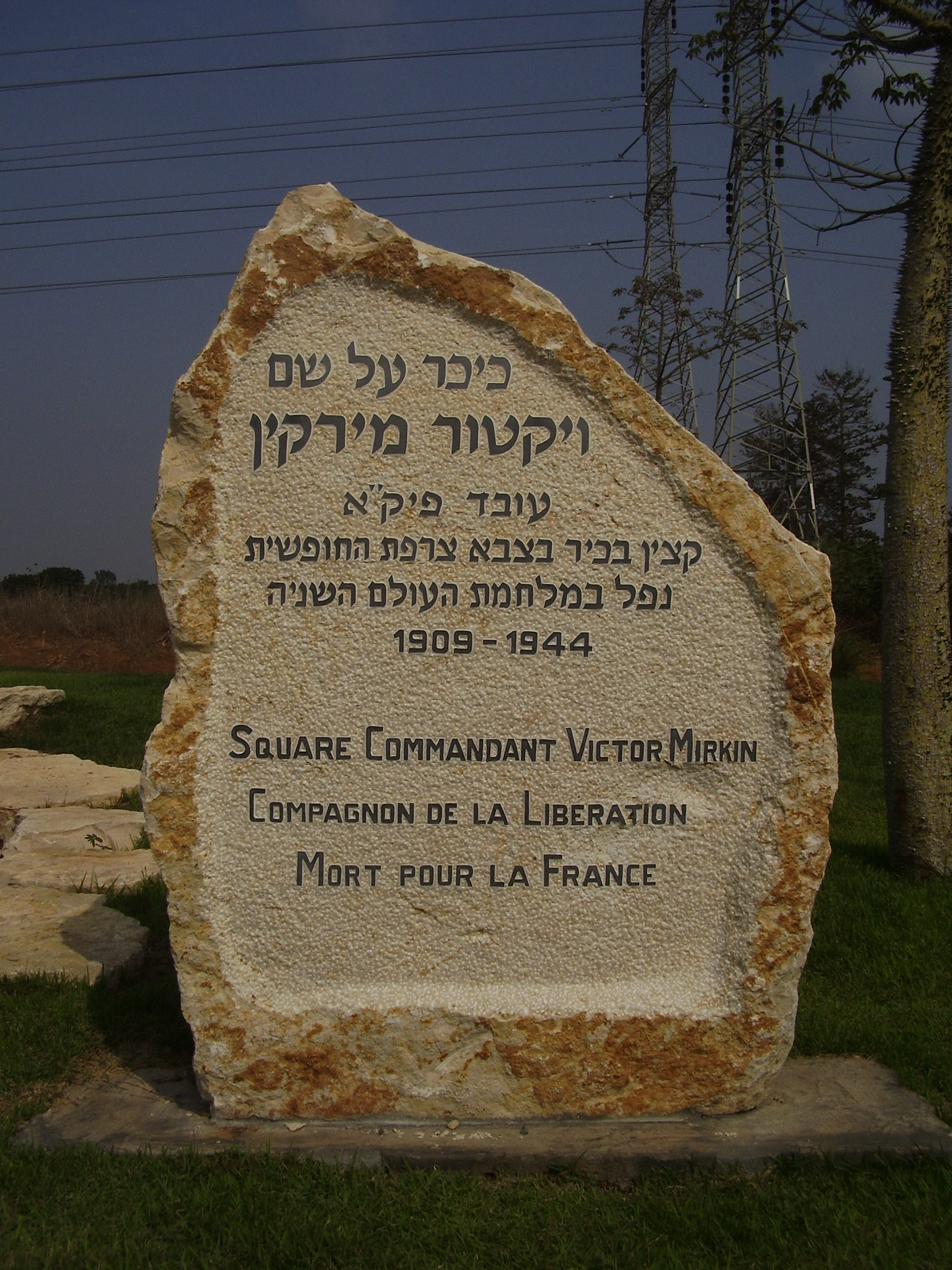
Estela em Pardes Hanna-Karkur.
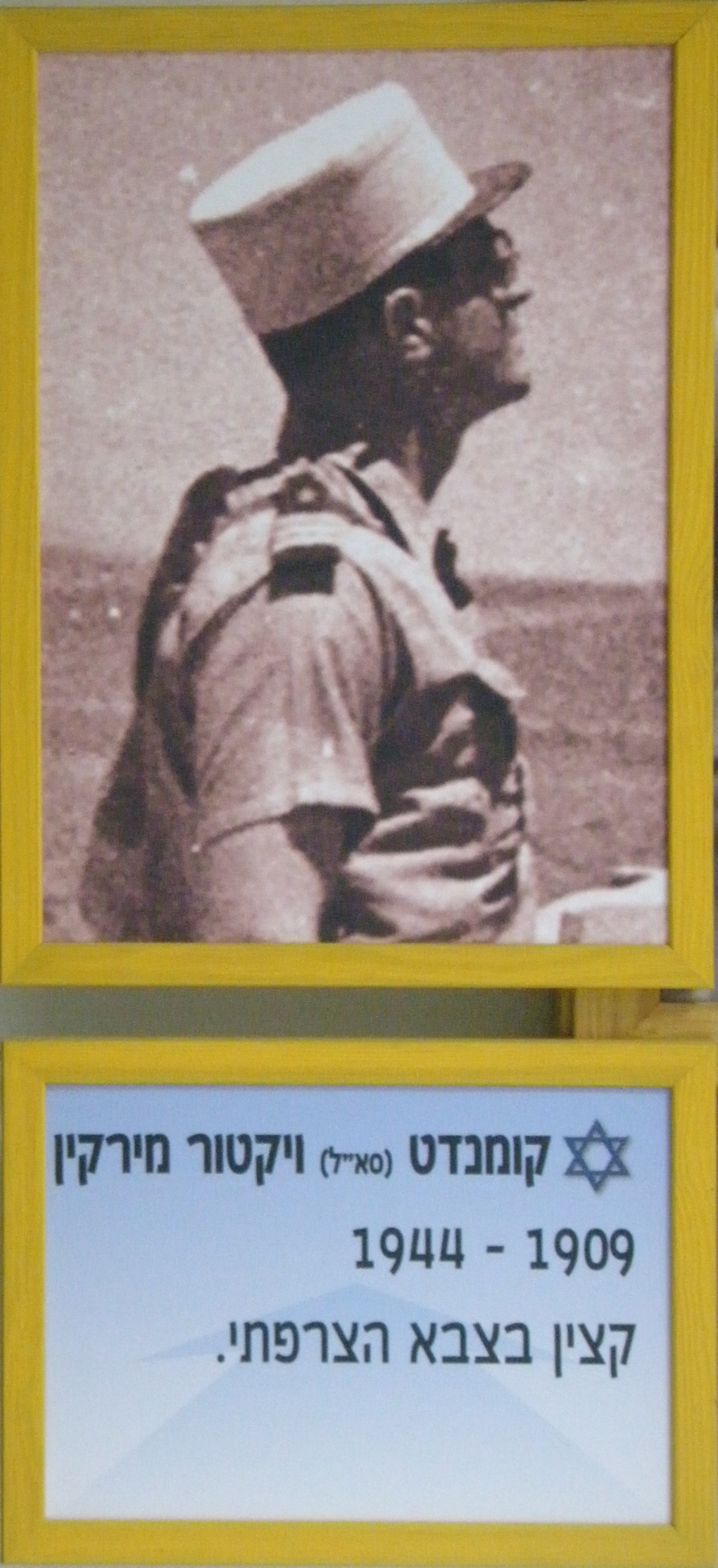
Placa comemorativa em Yad LaShiryon.
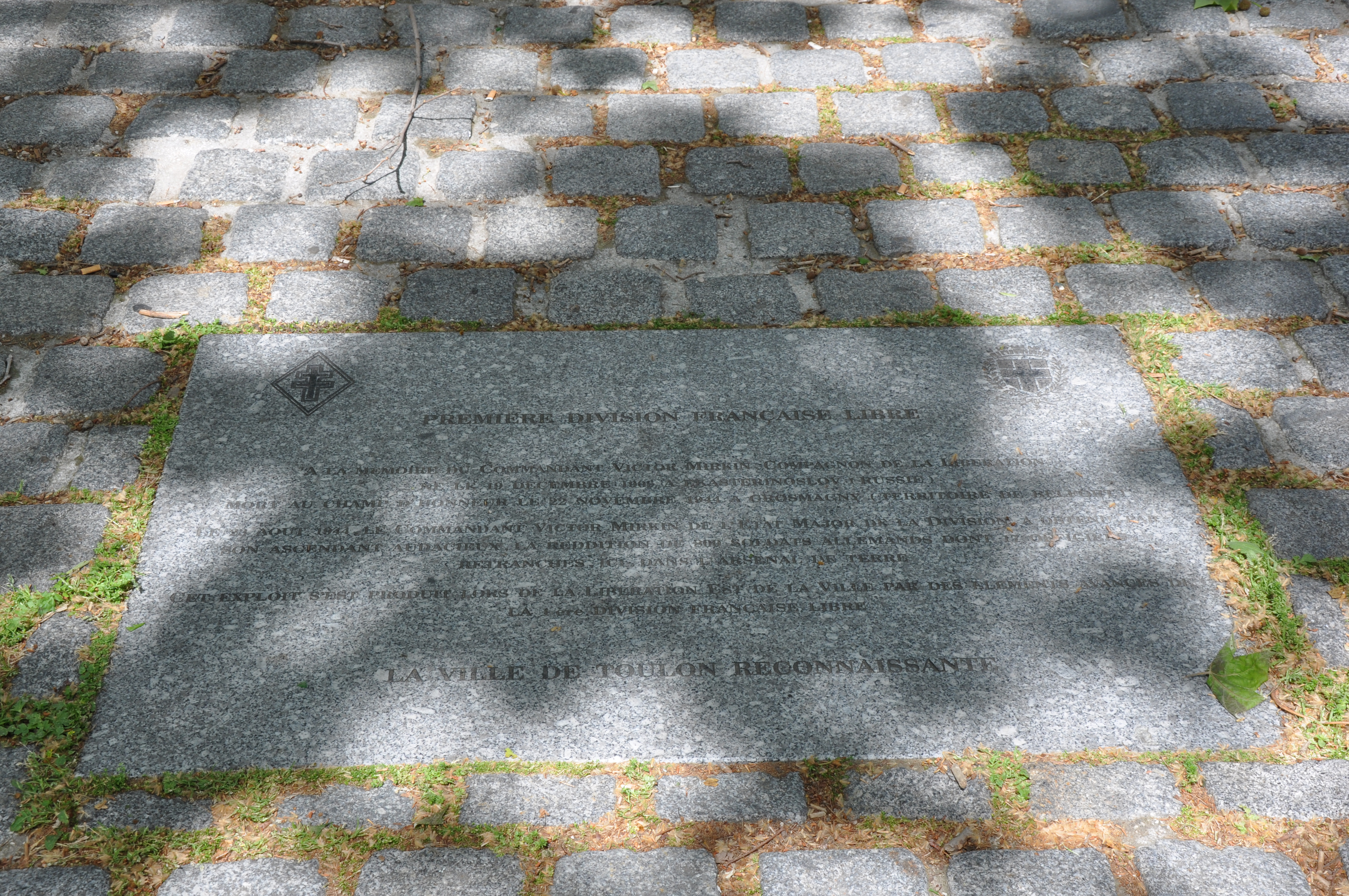
Placa comemorativa em Toulon.